# Bahnhof Treichville
Der Bahnhof Treichville (französisch Gare ferroviaire Treichville) ist der südliche Endbahnhof für den Personenverkehr der Bahnlinie Treichville–Ouagadougou auf der Abidjan-Niger-Bahn im Stadtteil Treichville der Stadt Abidjan. Er liegt nahe dem Freihafen der Stadt.

## Ausstattung und Verkehr
Der Bahnhof verfügt über ein modernes Bahnhofsgebäude mit getrennten Ticketschaltern für die 1. und 2. Wagenklasse. Im November 2017 verkehrten ab Treichville wöchentlich drei Personenzüge nach Ouagadougou, Burkina Faso. Abfahrten waren Dienstag, Donnerstag und Samstag, wobei die Abfahrt dienstags als train special mit weniger Halten und die Abfahrten donnerstags und samstags als train express liefen.  Die Züge aus Ouagadougou kamen mittwochs (train special), freitags und sonntags in Treichville an. Neben dem Personen- wird ein ausgeprägter Güterverkehr über den Bahnhof abgewickelt.

## Bilder

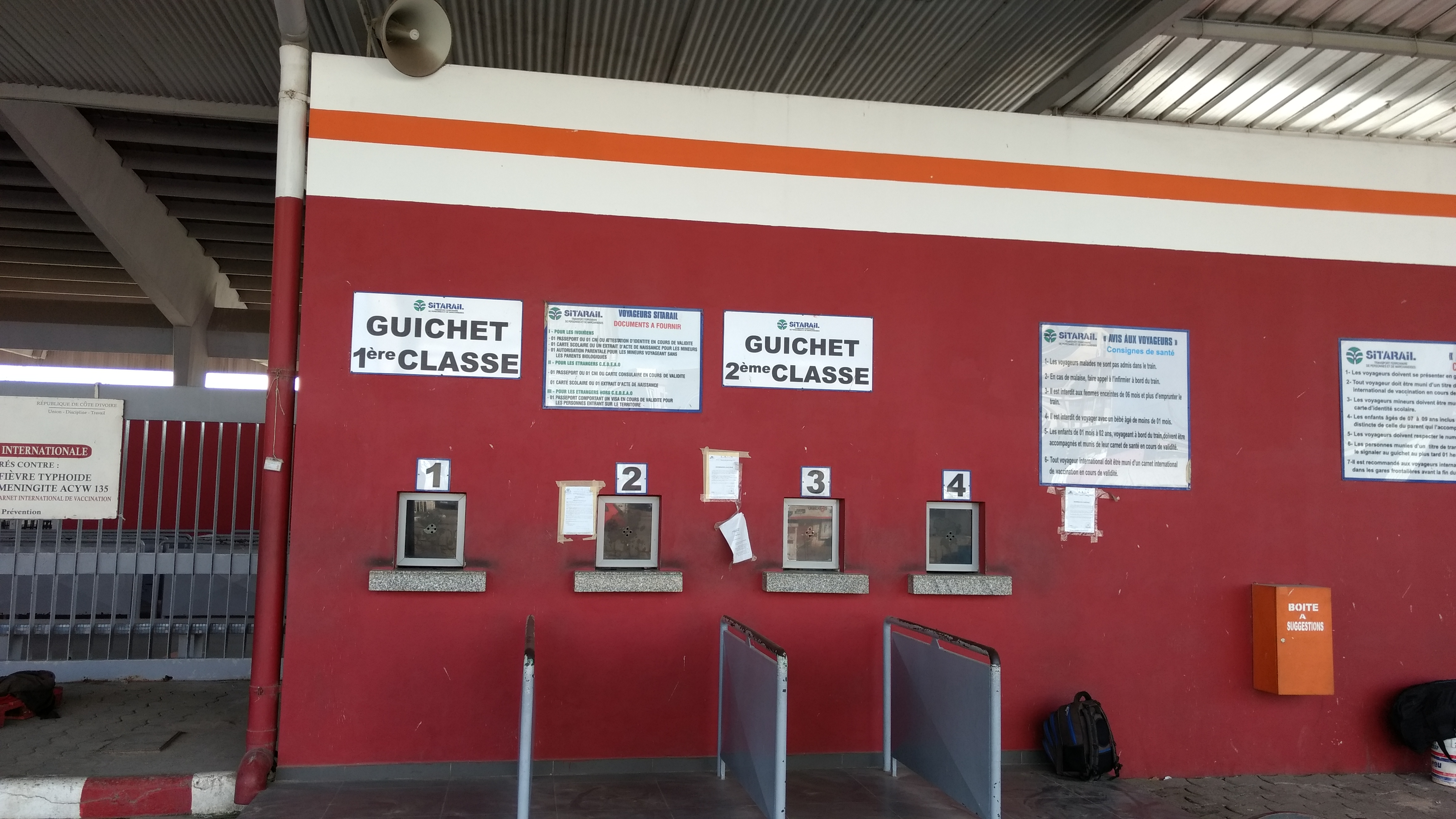
Bereich der Fahrkartenschalter im Bahnhof Treichville
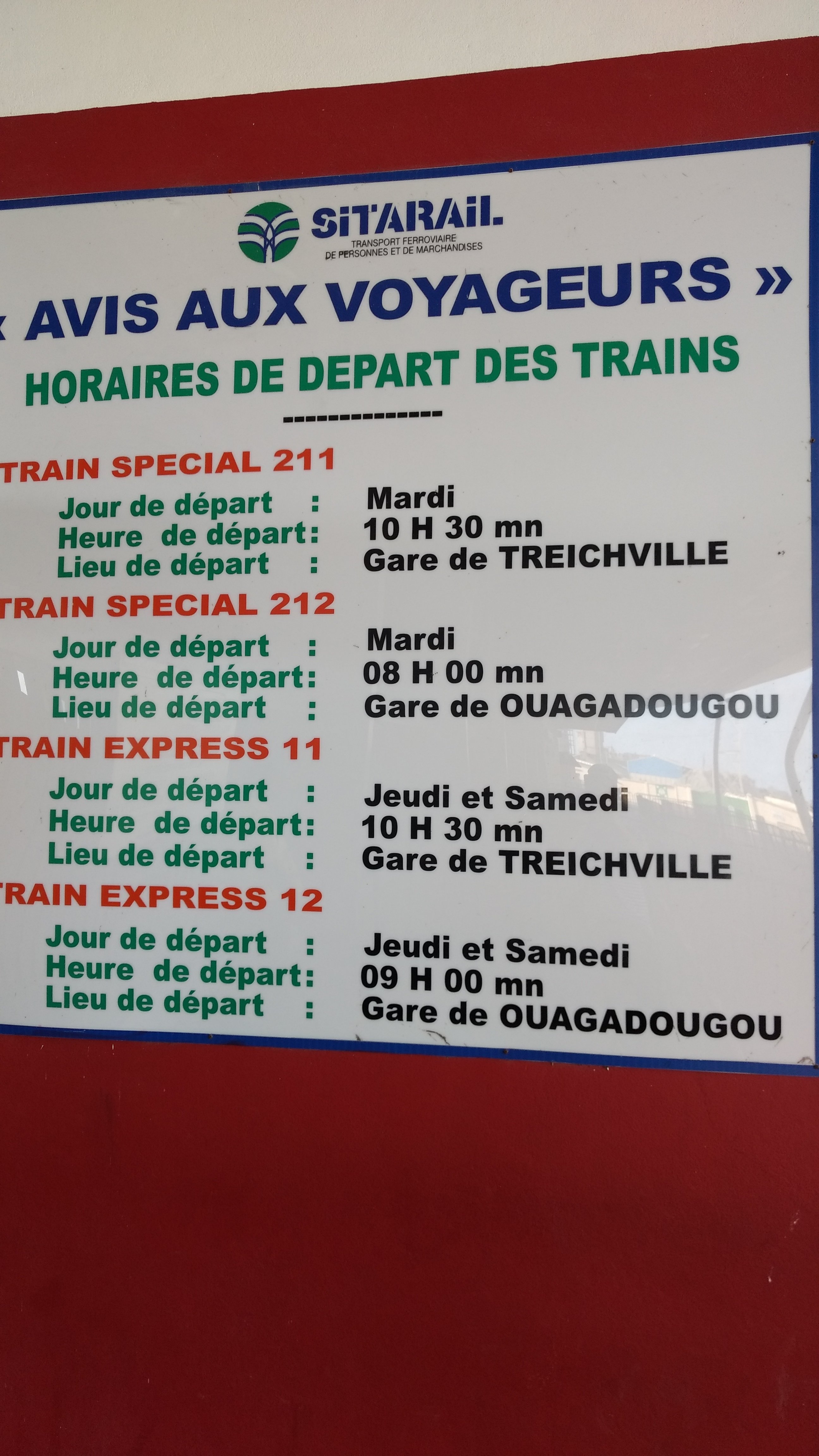
Abfahrtsplan im Bahnhof Treichville